# Deutsche Cadre-47/2-Meisterschaft 2002/03
Die Deutsche Cadre-47/2-Meisterschaft 2002/03 ist eine Billard-Turnierserie und fand vom 25. bis zum 27. Oktober 2002 in Kempten (Allgäu) zum 70. Mal statt.

## Geschichte
In der Deutschen Billard Zeitung gab es keine verwertbaren Informationen mehr. Die Endtabelle ist aus eigenen Unterlagen.

## Modus
Gespielt wurde das komplette Turnier im Round-Robin-Modus bis 200 Punkte. Die Endplatzierung ergab sich aus folgenden Kriterien:
1. Matchpunkte
2. Generaldurchschnitt (GD)
3. Höchstserie (HS)

## Abschlusstabelle
| MP    | Match Punkte (Sieger = 2; Unentschieden = 1; Verlierer = 0) |
| SV    | Satzverhältnis (nur bei Turnieren im Satzsystem)            |
| Pkte. | Erzielte Karambolagen                                       |
| Aufn. | benötigte Aufnahmen                                         |
| GD    | Generaldurchschnitt                                         |
| MGD   | Mannschafts-Generaldurchschnitt                             |
| BED   | Bester Einzeldurchschnitt eines Spielers                    |
| BEMD  | Bester Einzeldurchschnitt einer Mannschaft                  |
| BSD   | Bester Satzdurchschnitt eines Spielers                      |
| HS    | Höchstserie                                                 |
| WRP   | Weltranglistenpunkte                                        |

| Klassement                 | Klassement                   | Klassement | Klassement | Klassement | Klassement | Klassement | Klassement | Klassement | Klassement |
| Platz                      | Name                         | MP         | Pkte.      | Aufn.      | GD         | BED        | HS         |            |            |
| -------------------------- | ---------------------------- | ---------- | ---------- | ---------- | ---------- | ---------- | ---------- | ---------- | ---------- |
| 1                          | Thomas Nockemann (Bochum)    | 12:2       | 1398       | 47         | 29,74      | 100,00     | 179        |            |            |
| 2                          | Dieter Steinberger (Kempten) | 11:3       | 1330       | 58         | 22,93      | 100,00     | 140        |            |            |
| 3                          | Wolfgang Zenkner (Hilden)    | 10:4       | 1281       | 31         | 41,32      | 66,66      | 139        |            |            |
| 4                          | Udo Mielke (Essen)           | 7:7        | 1021       | 61         | 16,73      | 28,57      | 93         |            |            |
| 5                          | Arnd Riedel (Wedel)          | 6:8        | 986        | 69         | 14,28      | 28,57      | 92         |            |            |
| 6                          | Markus Melerski (Bochum)     | 5:9        | 1023       | 42         | 24,35      | 50,00      | 125        |            |            |
| 7                          | Martin Benstöm (Bochum)      | 3:11       | 721        | 61         | 11,81      | 16,66      | 53         |            |            |
| 8                          | Peter Steinberger (Kempten)  | 2:12       | 760        | 89         | 8,53       | 8,33       | 58         |            |            |
| Turnierdurchschnitt: 18,60 |                              |            |            |            |            |            |            |            |            |